# Quận Madison, Alabama
Quận Madison là một quận thuộc tiểu bang Alabama, Hoa Kỳ.
Quận này là một bộ phận chính của Vùng đô thị Huntsville. Quận này được đặt tên theo James Madison, Tổng thống Hoa Kỳ thứ tư. Theo điều tra dân số của Cục điều tra dân số Hoa Kỳ năm 2000, quận có dân số 319.510 người. Quận lỵ đóng ở Huntsville.

## Địa lý
Theo Cục Điều tra Dân số Hoa Kỳ, quận có tổng diện tích 2.105 km ² (813 dặm vuông). Gần 805 dặm vuông (2.085 km ²) là mặt đất, và 8 dặm vuông (21 km ²) của nó (0,98%) là mặt nước.
Địa hình ở các phần phía nam và phía đông của quận hạt bị chi phối bởi những tàn tích đứt đoạn của cao nguyên Cumberland, ví dụ núi Keel, núi Monte Sano và núi Green. Các phần phía bắc và phía tây của quận là phẳng hơn.

### Xa lộ chính
- Interstate 565
- U.S. Highway 72
- U.S. Highway 231
- U.S. Highway 431
- State Route 53
- State Route 255

### Sông
- Sông Tennessee
- Sông Flint
- Sông Paint Rock

### Quận giáp ranh
- Quận Lincoln, Tennessee (bắc)
- Quận Franklin, Tennessee (đông bắc)
- Quận Jackson (đông)
- Quận Marshall (đông nam)
- Quận Morgan (tây nam qua sông Tennessee)
- Quận Limestone (tây)

### Khu bảo tồn quốc gia
- Wheeler National Wildlife Refuge (một phần)

## Thông tin nhân khẩu
Theo điều tra dân số 2 năm 2000, quận Madison đã có dân số 276.700 người, 109.955 hộ gia đình, và 75.319 gia đình sống trong quận hạt. Mật độ dân số là 344 người trên một dặm vuông (133/km ²). Có 120.288 đơn vị nhà ở mật độ trung bình là 149 trên một dặm vuông (58/km ²). Về cơ cấu dân tộc dân cư sinh sống ở quận, có 72,06% người da trắng, 22,78% da đen hay Mỹ gốc Phi, 0,77% người Mỹ bản xứ, 1,86% châu Á, Thái Bình Dương 0,06%, 0,59% từ các chủng tộc khác, và 1,89% từ hai hoặc nhiều chủng tộc. Gần 1,89% dân số là người Hispanic hay Latino thuộc một chủng tộc nào.
Có 109.955 hộ gia đình, trong đó 33,00% có trẻ em dưới 18 tuổi sống chung với họ, 53,40% là đôi vợ chồng sống với nhau, 11,80% có nữ hộ và không có chồng, và 31,50% là các gia đình không. Gần 27,20% của tất cả các hộ gia đình đã được tạo ra từ các cá nhân, và 7,40% có người sống một mình 65 tuổi hoặc lớn tuổi hơn là người. Cỡ hộ trung bình là 2,45, và kích cỡ gia đình trung bình là 3,00.
Trong quận, cơ cấu độ tuổi dân số có 25,60% dưới độ tuổi 18, 9,40% 18-24, 31,50% 25-44, 22,70% từ 45 đến 64, và 10,80% từ 65 tuổi trở lên đã được những người. Độ tuổi trung bình là 36 năm. Cứ mỗi 100 nữ giới, có 95,30 nam giới. Đối với mỗi 100 nữ 18 tuổi trở lên, đã có 92,10 nam giới.
Thu nhập trung bình cho một hộ gia đình trong quận đã đạt 44.704 USD, và thu nhập trung bình cho một gia đình là 54.360 USD. Phái nam có thu nhập trung bình 40.779 đô la Mỹ so với 26.534 $ của phái nữ. Thu nhập bình quân đầu người đạt 23.091 $. Có 8,10% gia đình và 10,50% dân số sống dưới mức nghèo khổ, bao gồm 14,10% những người dưới 18 tuổi và 9,60% của những người 65 tuổi hoặc hơn.